# Khaniyadhana
Khaniyadhana là một thị xã và là một nagar panchayat của quận Shivpuri thuộc bang Madhya Pradesh, Ấn Độ.

## Nhân khẩu
Theo điều tra dân số năm 2001 của Ấn Độ, Khaniyadhana có dân số 12.595 người. Phái nam chiếm 52% tổng số dân và phái nữ chiếm 48%. Khaniyadhana có tỷ lệ 58% biết đọc biết viết, thấp hơn tỷ lệ trung bình toàn quốc là 59,5%: tỷ lệ cho phái nam là 68%, và tỷ lệ cho phái nữ là 47%. Tại Khaniyadhana, 19% dân số nhỏ hơn 6 tuổi.